# Wendischfähre
Wendischfähre je vesnice, místní část obce Rathmannsdorf v německé spolkové zemi Sasko. Nachází se v zemském okrese Saské Švýcarsko-Východní Krušné hory a má 335 obyvatel.

## Historie
Místo je v historických pramenech prvně zmiňováno roku 1443 jako „zcur windischen fehre“. Název pochází ze slov Wendisch (v překladu slovanský, případně srbský) a Fähre (v překladu přívoz). Roku 1937 se Wendischfähre sloučilo s Rathmannsdorfem. V období Německé demokratické republiky byla ves oficiálně označována jako Rathmannsdorf-Fähre.

## Geografie
Wendischfähre se rozkládá v oblasti Saského Švýcarska na pravém břehu řeky Labe a při dolním toku Lachsbachu, který v místě ústí do Labe. Vsí prochází železniční trať Budyšín – Bad Schandau se zastávkou Rathmannsdorf a železničním viaduktem Carolabrücke, který větší částí leží na území sousedního města Bad Schandau.

## Pamětihodnosti
- ekumenická kaple Gedächtniskapelle
- železniční most Carolabrücke